# Treuhandgebiet Pazifische Inseln
Das Treuhandgebiet der Pazifischen Inseln (englisch Trust Territory of the Pacific Islands, TTPI) war ein Treuhandgebiet, das am 18. Juli 1947 vom Treuhandrat der Vereinten Nationen den Vereinigten Staaten zur Verwaltung übergeben wurden. Das Treuhandgebiet war zuvor ein vom Völkerbund an das Japanische Kaiserreich vergebenes Mandatsgebiet, das Japanische Südseemandat.
Aus dem Gebiet schieden am 3. November 1986 die Föderierten Staaten von Mikronesien, am 22. Dezember 1990 die Republik Marshallinseln und am 1. Oktober 1994 Palau aus. Das Commonwealth der Nördlichen Marianen wurde 1978 zu einem Außengebiet der Vereinigten Staaten.
Ein Assoziierungsvertrag besteht zwischen den Vereinigten Staaten und den Föderierten Staaten von Mikronesien, der Republik Marshallinseln und Palau. Der Vertrag legt unter anderem fest, dass die pazifischen Staaten ihre militärische Verteidigung in die Verantwortung der Vereinigten Staaten übergeben.

## Geschichte
Bis zur Errichtung des Treuhandgebietes wurden die von den Vereinigten Staaten eroberten Inseln von Militärgouverneuren (englisch: Military Governor) regiert. Dies waren die folgenden Admiräle der Pazifikflotte:
- Chester W. Nimitz, Militärgouverneur der Marianen seit dem 19. Juni 1944
- Raymond A. Spruance, Militärgouverneur der Marshallinseln, Karolinen und der Marianen seit dem 3. Februar 1946.
- Louis E. Denfeld, Militärgouverneur der Marshallinseln, der Karolinen und der Marianen seit dem 28. Februar 1947.

Nachdem das Treuhandgebiet im Juli 1947 errichtet war, wechselte die Zuständigkeit vom United States Department of the Navy zum Innenministerium und Louis E. Denfeld wurde zum ersten Hochkommissar des Treuhandgebietes (englisch: High Commissioner of the Trust Territory) am 18. Juli 1947 ernannt. Ihm folgten bis zum Ende der Amtszeit des letzten Hochkommissars, Janet J. McCoy, am 10. Juli 1987 weitere Hochkommissare, wobei die Zuständigkeit mehrmals zwischen den beiden Ministerien wechselte.
Das Hauptquartier war anfangs in Fort Ruger in Honolulu angesiedelt, wechselte 1954 nach Guam und kam schließlich 1963 nach Saipan.

## Wirtschaft
Das staatliche Board of Economic Warfare, das die Versorgung der Alliierten mit für den Krieg wichtigen Rohstoffen sicherstellen sollte, förderte durch seine Unterorganisation, die United States Commercial Company (USCC), die Wirtschaft im Treuhandgebiet. Diese kaufte Produkte in der Region, wie beispielsweise Kopra, Phosphate und kunsthandwerkliche Arbeiten, und bot im Gegenzug Importwaren an. 1947 wurde die USCC ersetzt durch die Island Trading Company (ITC). Ab 1954 waren dann einheimische Unternehmen für den Warenaustausch mit dem Ausland zuständig.

## Verkehr
Mit dem Angriff auf Pearl Harbor kam im Dezember 1941 der zivile Luftverkehr im gesamten Westpazifik zum Erliegen. Im Jahr 1949 beauftragte das Innenministerium der Vereinigten Staaten die Transocean Air Lines mit dem Wiederaufbau eines Luftverkehrsnetzes, dass die Karolinen, Mikronesien, Marshallinseln und Palau mit Guam verbinden sollte. Der Flugbetrieb wurde am 1. Juli 1951 mit Amphibienflugzeugen aufgenommen. Neben einer Linienstrecke von Guam über Yap nach Koror wurde ein wöchentlicher Rundkurs von Guam über Truk und Ponape nach Majuro sowie Kwajalein eingerichtet. Transportiert wurden Passagiere, Fracht und Postsendungen. Nachdem die Transocean Air Lines am 11. Juli 1960 Konkurs anmeldeten musste, führte die Pan American World Airways die Linienflüge in den Treuhandgebieten fort. Ab dem Jahr 1968 übernahm Air Micronesia diese Aufgabe.